# 日吉晶羅
晶羅（あきら、1996年〈平成8年〉8月28日 - ）は、日本の女性モデル、レースクイーン、イベントコンパニオン、グラビアモデル。SeeD Entertainment→LIBERA→Aimy所属。旧芸名は日吉晶羅。

## 来歴
神奈川県相模原市出身。高校在学中から「Akira」名義でモデルとして活動を開始する。高校3年時の2014年、スーパー耐久・ST4クラスTEAM RIKUのレースクイーンとしてRQデビューを果たす。同年にはSUPER GT「aprエンジェル」も務め、日本レースクイーン大賞「新人グランプリ」に選ばれる。
2015年1月10日の東京オートサロンにて、同年のMobil1レースクイーンに選ばれたことを発表。Mobil1レースクイーン史上初の平成生まれで、初の1990年代生まれであった。同年にはミス・ワールド2015日本代表のファイナリストに選ばれたが、受賞はならなかった。
2016年1月17日の東京オートサロンにて、Mobil1レースクイーンの座を藤波優紀に譲ると共に、一旦はレースクイーン卒業を表明する。同年4月にはシュートボクシングのラウンドガールに就任。2021年現在も継続してラウンドガールを務めている。
2016年9月、本名の「日吉晶羅」としてSeed EntertainmentからLIBERAに移籍するもパッとせず、2017年1月より現在のAimyに移籍。同年5月、全日本スーパーフォーミュラ選手権のRd2岡山から、18号車のKCMGエンジェルスとしてレースクイーンに復帰することを発表する。同年9月4日、ヤクルトホールで行われた「TOP MODEL COLLECTION 2017」に出場し、準グランプリを受賞した。
2018年2月11日-12日の大阪オートメッセと2月25日の名古屋オートトレンドでは、当時のMobil1レースクイーンだった小林沙弥香と共演。
2021年は同じ事務所の嶋田美彩と共に、「SS/YZ Racing with Studie」のイメージガールとしてスーパー耐久ST-Zクラスのレースクイーンを担当。自身7年ぶりのスーパー耐久RQとなった。

## 人物
- 趣味は音楽鑑賞。
- 特技は水泳。
- ハローキティやマイメロディなどのサンリオキャラクターが好きで、グッズを収集している[20]。
- ゴールデンボンバーのファンであり、DVDやグッズを買ったり、ライブに行ったりもしている[雑誌 3][21]。
- 弟が1人いる[雑誌 3]。

### 交友関係
- 同じ事務所の嶋田美彩とはKCMGエンジェルスやSS/YZ RacingのRQ、シュートボクシングのラウンドガールを共に務めたり[動画 2]、後述のオートサロンやモーターショーでも共演する等、親交が深い[14][22]。ちなみに2020年の東北モーターショー in 仙台でも嶋田と共演する予定だったが[23]、COVID-19の影響により中止となった[24]。
- グラビアアイドルの清瀬汐希は高校時代からの親友[25]。

## 主な活動

### ファッションイベント
- Next Gate Collection（2013年 - 2016年）[26]
- TOKYO FASHION COLLECTION ～Kids＆Young's～（舞浜アンフィシアター、2014年2月11日）[27]
- Futagotamagawa collection 2015
- dholic渋谷109 オープニングコレクション
- ユキベルフェム コレクション
- 代官山コレクション2016
- パンタン卒業修了制作展2018「THE　POWER OF DESIGN」（2018年2月24日、ベルサール渋谷ファースト）[28]
- JAPAN INTERNATIONAL BOATSHOW「水着ファッションショー」（2018年[29]、2019年[30]）

### 雑誌
グラビア
- ヤングアニマル 2014年12月12日号 NO.19（白泉社）

※別冊付録「NEXTグラビアクイーンバトル 3rdシーズン Vol.2」グラビア

### テレビ番組
- NHKスペシャル NEXT WORLD 私たちの未来（NHK総合、2015年2月8日） - ファッションモデル役
- おーい!ひろいき村(CX)
- Design code(EX)

### レースクイーン
- SUPER GT
  - 2014年：「IWASAKI apr GT-R レースクイーン」
  - 2015年：「Mobil1 レースクイーン」（相方は木谷有里）[6]

- 全日本スーパーフォーミュラ選手権
  - 2017年：「KCMG Elyse SF14 KCMGエンジェルス」（他メンバー：大塚リコ、藤咲百合香、嶋田美彩[雑誌 2]）

- スーパー耐久
  - 2014年シーズン
    - 「TEAM RIKU レースクイーン」（開幕戦ツインリンクもてぎ、3月29日 - 30日）※開幕戦のみ
    - 「GT NET MOTOR SPORTS　GTNET GIRLS」（※第3戦富士スピードウェイから最終戦オートポリスまで）

  - 2021年シーズン
    - 「SS/YZ Racing with Studie」イメージガール（相方は嶋田美彩[動画 3]）

### イベント
- 東京オートサロン
  - 「C-WESTブース」 GTNET GIRLS（2015年）
  - 「ファルケンブース」（2018年[注 3]、2019年[注 4]、2020年[注 5]）

- 東京モーターショー「LEXUSブース」コンパニオン（2017年[31]・2019年[32]）
- 福岡モーターショー「LEXUSブース」コンパニオン（2017年）[33]
- 名古屋モーターショー「LEXUSブース」コンパニオン（2019年[34]）
- 大阪モーターショー「LEXUSブース」コンパニオン（2019年[35]）
- 札幌モーターショー「LEXUSブース」コンパニオン（2020年）[注 6]

- CP+
  - 「CASIOブース」 ステージモデル（2015年）
  - 「OLYMPUSブース」 モデル（2017年、2019年）

- 東京ゲームショウ
  - 「バンダイナムコエンターテインメントブース」コンパニオン（2018年）[1]
  - 「AK Racingブース」コンパニオン（2019年）[36]

- ザ・ワンメイクレース祭り2018富士
  - 「ポルシェ・カレラカップアジア2018」イメージモデル（2018年6月16日-17日、富士スピードウェイ）[37]（相方は神閑風香[38][39]）[注 7]

### ラウンドガール
| 年     | 大会名             | ユニット名  | 他メンバー                                                                            |
| ------ | ------------------ | ----------- | ------------------------------------------------------------------------------------- |
| 2023年 | シュートボクシング | SHOOT Girls | 央川かこ、松岡凛、大塚リコ、明璃奈、蒼井じゅの 芦沢ゆうな、門田花恋、藤井咲希、TAMAKI |